# Pekik van Soerabaja
Pangeran Pekik van Soerabaja was een Javaans heerser aan het einde van de 17e eeuw. Hij was een bittere vijand van sultan Agung de Grote aan wie hij zich had na de val van Soerabaja had moeten onderwerpen. Agung liet een dochter van Pekik met zijn troonopvolger, de latere Amangkoerat II huwen wat schoon- en grootvader Pekik later de kans gaf om veel onheil in de keizerlijke familie van Mataram te stichten.